# Benchlands
Benchlands est un hameau (hamlet) de Bighorn No 8, situé dans la province canadienne d'Alberta.

## Démographie
En tant que localité désignée dans le recensement de 2011, Benchlands a une population de 42 habitants dans 24 de ses 37 logements, soit une variation de -14.3% avec la population de 2006. Avec une superficie de 0,385 6 km2, le hameau possède une densité de population de 108,921 2 hab/km2 en 2011.
Concernant le recensement de 2006, Benchlands abritait 49 habitants dans 25 de ses 35 logements. Avec une superficie de 0,372 5 km2, le hameau possédait une densité de population de 131,5 hab/km2 en 2006.